# 雪山小报春
雪山小报春（学名：Primula minor）为报春花科报春花属下的一个种。

## 扩展阅读
- 維基物種上的相關：雪山小报春